# المجموعة الفردانية Q
المجموعة الفردانية Q أو Q-M242 أو السُّلالة Q هي مجموعة فردانيَّة بشريَّة ذكوريَّة لديها فئة فرعية أساسية واحدة وهي السُّلالة Q1، والتي تتضمن العديد من الفئات الفرعية التي تم أخذ عينات منها وتحديدها في الذكور بين السكان المعاصرين. السُّلالة Q هو أحد فرعي P1، والآخر هو R.
يُعتقد أن السُّلالة Q قد نشأت حول منطقة جبال ألتاي (أو جنوب وسط سيبيريا)، منذ ما يقرب من 17,000 ألف إلى 31,700 سنة مضت. ومع ذلك، يبقى الأمر غير واضح نظرًا لأحجام العينات المحدودة وتغيير تعريفات السُّلالة Q، حيث استخدمت التعريفات المبكرة مزيجًا من M242 وP36.2 وMEH2 كتعريف للطفرات. تُعتبر السُّلالة Q هي المجموعة الفردانيَّة البشريَّة السائدة بين الأمريكيين الأصليين والعديد من شعوب آسيا الوسطى وشمال سيبيريا.

## التوزيع

### الأمريكتين
كانت عدة فروع من المجموعة الفردانية Q-M242 هي السلالات الذكورية السائدة قبل كولومبوس في الشعوب الأصلية في الأمريكتين. ومعظمهم من نسل المجموعات المؤسسة الكبرى التي هاجرت من آسيا إلى الأمريكتين عبر عبور مضيق بيرنغ. ومن المُفترض أن تكون هذه المجموعات الصغيرة من المؤسسين قد ضمت رجالًا من سلالات Q-M346 وQ-L54 وQ-Z780 وQ-M3. وفي أمريكا الشمالية، تم العثور أيضًا على سلالتين أخريين من سلالة Q. وهُما Q-P89.1 (تحت Q-MEH2) و Q-NWT01. ربما لم يأتوا من معابر بيرنغ، ولكن بدلاً من ذلك جاءوا من المهاجرين اللاحقين الذين سافروا على طول الخط الساحلي لأقصى شرق آسيا ثم الأمريكتين باستخدام القوارب.
ومن بين العيَّنات للشُّعوب الأصليَّة لأمريكا الشمالية، تم العثور على السُّلالة الفرعيَّة Q-M242 في قبيلة نا-ديني بمعدل متوسط قدره 68%. بينما كان أعلى تردد هو 92.3% في قبيلة نافاجو، يليه 78.1% في قبيلة أباتشي، و87% في إس سي أباتشي، وحوالي 80% في إسكيمو أمريكا الشمالية (الإنويت، يوبيك) - سكان الأليوطيُّون (Q-M3 يحتل 46% من بين Q في أمريكا الشمالية).
من ناحية أخرى، تم العثور على فرد سقاق عمره 4 آلاف عام ينتمي إلى Q1a-MEH2 في جرينلاند. والمثير للدهشة أنه تبين أنه يرتبط ارتباطًا وثيقًا وراثيًا بسكان سيبيريا الشرق الأقصى مثل شعب كورياك وتشوكشي بدلاً من الأمريكيين الأصليين. واليوم، يصل تردد السُّلالة Q إلى 53.7% (122/227: 70 Q-NWT01، 52 Q-M3) في جرينلاند، ويظهر الأعلى في شرق سيرمرسوك بنسبة 82% والأدنى في كيكاتا بنسبة 30%.
من المقدر أن تكون هُنالك نسبة Q-M242 3.1% من إجمالي سكان الولايات المتحدة في عام 2010 م.
ويمكن العثور على ترددات Q بين إجمالي السكان الذكور في كل بلد إلى ما يلي:
- 61% في بوليفيا.[8]
- 51% في غواتيمالا.[9]
- 40.1% (159/397) إلى 50% في البيرو[10]
- 37.6% في الإكوادور[11]
- 37.3% (181/485) في المكسيك[10] (30.8% (203/659) بين شريحة المستيزو على وجه التحديد)[12]
- 31.2% (50/160) في السلفادور[13]
- 15.3% (37/242) إلى 21.8% (89/408) في بنما[10][14]
- 16.1% في كولومبيا[15]
- 15.2% (25/165) في نيكاراغوا[16]
- 9.7% (20/206) في تشيلي[10]
- 5.3% (13/246 في 8 مقاطعات في المناطق الشمالية الشرقية والوسطى والجنوبية) [17] إلى 23.4% (181/775 في 8 مقاطعات في المناطق الوسطى الغربية والوسطى والشمالية الغربية)[18] في الأرجنتين
- 5% في كوستاريكا[19]
- 3.95% في البرازيل[20]

### آسيا
نشأت السُّلالة Q في آسيا (منطقة ألتاي)، وينتشر على نطاق واسع عبرها. تم العثور على السُّلالة Q أو Q-M242 في روسيا وسيبيريا (كيتس، سيلكوبس، شعب يوبيك السيبيري، نيفك، شعب تشوكشي، يوكاغير، توفان، شعب ألتاي، كورياك، إلخ.)، منغوليا، الصين، الأويغور، التبت، كوريا، اليابان، إندونيسيا، فيتنام، تايلاند، الهند، باكستان، أفغانستان، إيران، العراق، المملكة العربية السعودية، تركمانستان، أوزبكستان.

##### الشرق الأوسط
يُظهر الشرق الأوسط ترددات عالية للسُّلالة Q في شمال إيران، وتنخفض الترددات تدريجيًا إلى الجنوب الغربي.
تمثل السُّلالة Q ما نسبته 5.5% (52/938) في إيران وفقًا للباحث غرونجي 2012، والذي يُظهر عينة كبيرة ومخصصة بشكل جيد. تتكون عينات Q (والتي تبلغ 52 عينة) في الدراسة من فئات فرعية مختلفة مثل Q* (3)، Q-M120 (1)، Q-M25 (30)، Q-M346 (8)، Q-M378 (10). وكان أعلى تردد هو 42.6% (29/68، جميع Q-M25) بين تركمان غلستان، يليه 9.1% في أصفهان (فُرس)، 6.8% في خراسان (شعب فارسي)، 6% في لارستان، 4.9% في أذربيجان الغربية (5.1% من الآشوريين و4.8% من الأذريين)، وأيضًا نسبة 4.5% في فارس (من القوميَّة الفارسيَّة). يُعرف التركمان بأنهم أحفاد أتراك الأوغوز الذين بنوا العديد من الإمبراطوريات والسلالات التركية. وتظهر دراسات أخرى أيضا ترددات مماثلة.
وفي دراسة (للباحث زاهري 2011)، تبلغ نسبة تكرار Q 1.9% (3/154: جميع Q-M378) لدى العراقيين (x عرب الأهوار)، و2.8% (4/143: 1 Q-M25، 3 Q-M378) ) في عرب الأهوار الذين يُعرَّفُون بأنهم أحفاد السومريين القدماء.
هنالك حوالي نسبة 2.5% (4/157: 3 Q*، 1 Q-M346) من الذكور في المملكة العربية السعودية ينتمون إلى السُّلالة Q. كما أنها تمثل 1.8% (3/164: 2 Q*، 1 Q-M346) في الإمارات و 0.8% (1/121: س*) في سلطنة عمان.

#### جنوب آسيا
هنالك معدل تكرار في باكستان للسُّلالة Q في الطرف الشرقي من الهضبة الإيرانية، حيث يبلغ حوالي 2.2% (14/638) ~3.4% (6/176).
1.2% من النيباليين في كاتماندو، عاصمة نيبال و3.2% من سكان التبت يعيشون في Q-M242.

### أوروبا
في وسط وشرق أوروبا، تظهر السُّلالة Q بنسبة 1.7% من الذكور. تم العثور على السُّلالة في حوالي 2% من الروس، 1.5% من البيلاروسيين، 1.3% من الأوكرانيين، 1.3% من البولنديين (بولندا)، 2% من التشيك، 1.5% من السلوفاك، حوالي 2.2% من المجريين، 1.2% من الرومانيين، 0.8 % من المولدوفيين، و0.5% (4/808) من البلغار من ناحية أخرى، هنالك نسبة 3.1% من سيكيلي من ترانسيلفانيا (الذين ادعوا أنهم من نسل أتيلا الهوني) تبين أنهم P* (xR1-M173)، وهو ما يعني فعليًا Q-M242. في مشروع فاميلي تري ذي الصلة لـ FT-DNA، يصل تردد Q-M25 في سيكيلي إلى 4.3%.
تظهر منطقة القوقاز ترددًا بنسبة 1.2% في إحدى الدراسات،  لكنها قد تصل إلى أكثر من 4% في أذربيجان، حيث أن 4.9% من الأذربيجانيين الإيرانيين المجاورين يؤويون Q-M242. تبلغ 1.3% في الجورجيين والأرمن على التوالي، وتتكون الفئات الفرعية الأرمينية من Q-M378 (L245)، Q-M346، وQ-M25.
في شمال أوروبا، تضم المجموعة الفردانية Q حوالي 2.5% من الذكور. ووفقًا لقاعدة بيانات هابلوغروب السويدية، 4.1% (27/664، اعتبارًا من يناير 2016) من الذكور السويديين ينتمون إلى Q-M242. حوالي 2/3 من العينات التي تم تحليلها من الفئات الفرعية بالتفصيل تنتمي إلى Q1a2b-F1161/L527 وحوالي 1/3 موجودة في Q1a2a-L804. حسب المقاطعة، يتم توزيعها بشكل مكثف في المنطقة الجنوبية ( غوتالاند: لا ينبغي الخلط بينه وبين غوتلاند)، ونادرًا ما يتم توزيعها في الشمال. إذا تم إعادة حسابها من خلال الأوزان السكانية للمقاطعة، فإن تكرار Q في السويد يصل إلى 4.7%.
بينما في النرويج، تم العثور على السُّلالة Q في حوالي 2.6% (~4%) من الذكور،مع كون الفرع Q-L804 أكثر شيوعًا من Q-F1161/L527. وقد لوحظ بين 1.6% من الذكور في الدنمارك، و3% في جزر فارو (المعروفة بارتباطها بالفايكنج). في مقال للباحث (هيلجاسون وآخرون) عن الأنماط الفردية للآيسلنديين، تم تصنيف 7.2% (13/181) من الذكور في أيسلندا على أنهم R1b-Branch A، لكنهم في الواقع Q-M242.  من ناحية أخرى، تصل النسبة إلى 0.2% في فنلندا،  4.6% في لاتفيا، 1.1% في ليتوانيا، 0.5% في إستونيا.

### أفريقيا
نادرًا ما يتم العثور على المجموعة الفردانية Q في شمال أفريقيا. ويلاحظ في 0.7% (1/147) من المصريين وفي 0.6% (1/156) من الجزائريين. والمثير للدهشة أنه يشاهد أيضًا بنسبة 0.8% (3/381، جميعهم Q-M346) من الذكور من جزر القمر التي تقع بين شرق أفريقيا ومدغشقر.

## رجال بارزون

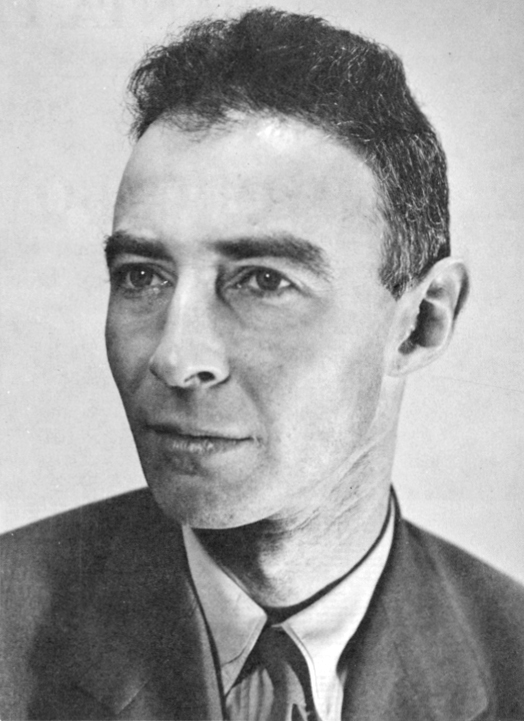
ج. روبرت أوبينهايمر، عالم الفيزياء الأمريكي الذي قاد فريق من العُلماء لتطوير السلاح الذَّري ضمن مشروع مانهاتن، ينتمي للسُّلالة Q

من خلال الاختبار المباشر أو اختبار أحفادهم وأدلة الأنساب، تبين أن الأشخاص البارزين التاليين ينتمون إلى السُّلالة Q:
- ج. روبرت أوبينهايمر، عالم فيزياء أمريكي من أصل ألماني يهودي ويُعتبر "أبو القنبلة الذُّريَّة"، حيث كشفت التحليلات التي أجريت على عائلته "أوبنهايمر" انتماؤه للفرع Q1b.[61]
- ديباك شوبرا، كاتب أمريكي من أصل هندي ومُنظر للطُّب البديل، وقد كُشف عن انتمائه للفرع Q1b-L275.[61]
- لاري ديفيد، كاتب ومُمثل كوميدي أمريكي من أصل بولندي يهودي، وينتمي للفرع Q1b.[61]
- توني كوشنر، كاتب سيناريو ومُؤلف أمريكي من أصل بولندي/روسي يهودي، ينتمي للفرع Q1b.[61]

## الأشجار التطورية
- Q-M242 M242
  - Q-P36.2 P36.2, L232, L273, L274 (Q1)
    - Q-MEH2 MEH2 (Q1a)
      - Q-F1096 F1096, F1215 (Q1a1)
        - Q-NWT01 NWT01 (Q1a1a)
          - Q-M120 M120, M265/N14 (Q1a1a1)

        - Q-M25 M25, M143 (Q1a1b)
          - Q-L712 L712 (Q1a1b1)

      - Q-M346 L56, L57, M346, L528 (Q1a2)
        - Q-L53 L53 (Q1a2a)
          - Q-L54 L54 (Q1a2a1)
            - Q-CTS11969 CTS11969, M930 (Q1a2a1a)
              - Q-M3 M3 (Q1a2a1a1)
                - Q-M19 M19 (Q1a2a1a1a)

              - Q-L804 L804 (Q1a2a1a2)

            - Q-CTS1780 CTS1780, M981, M971, Z780 (Q1a2a1b)
            - Q-L330 L330 (Q1a2a1c)

        - Q-F835 F835, L940 (Q1a2b)
        - Q-F1161 F1161
          - Q-L527 L527

    - Q-L275 L275, L314 (Q2)
      - Q-M378 M378/Page100, L214, L215/Page82 (Q2a)
        - Q-FGC1774 FGC1774, Y2016 (Q1b1a)
          - Q-245 L245 (Q1b1a1)

      - Q-Y1150 Y1150 (Q1b2) (Q1b-L68)

## روابط خارجية
- انتشار هابلوغروب Q، من مشروع جينوغرافيك، ناشيونال جيوغرافيك
- مشروع الحمض النووي الهندي للأنساب
- مشروع الحمض النووي للجزر البريطانية